# Barbara Lönnqvist
Siv Barbara Lönnqvist, född 15 juni 1945 i Esbo, är en finlandssvensk slavist och översättare. Hon var professor i ryska språket och litteraturen vid Åbo Akademi 1989–2013. Hon översätter från ryska och serbiska. 

## Biografi
Barbara Lönnqvist är dotter till kontoristen Hjalmar Lönnqvist och hans hustru banktjänstemannen Edith, född Kajander, samt syster till Bo Lönnqvist. Hon blev fil. kand. vid Helsingfors universitet 1973 och fil. dr 1979 vid Stockholms universitet  med avhandlingen Xlebnikov and Carnival: An Analysis of the Poem Poėt (Almqvist & Wiksell international, 1979). Hon är gift sedan 1980 med matematikern Jockum Aniansson, född 1950, son till professor Gunnar Aniansson och hans hustru Ann-Marie, född Schärman.
Lönnqvist utkom med en översättning av Leo Tolstojs roman Krig och fred på svenska år 2017.

## Översättningar
- Fazil Iskander: Getoxens stjärnbild (Sozvezdie Kozlotúra) (AWE/Geber, 1977)
- Jevgenij Zamjatin: Draken och andra berättelser (AWE/Geber, 1981)
- Jurij Trifonov: Preliminärt bokslut: noveller (Forum, 1981)
- Fazil Iskander: Sandro från Tjegem (Sandro iz Tjegema) (AWE/Geber, 1983)
- Danilo Kiš: Timglaset (Peščanik) (Bromberg, 1986)
- Danilo Kiš: De dödas encyklopedi (Enciklopedija mrtvih) (Bromberg, 1988)
- Milos Tsernjanski (Miloš Crnjanski): Vandringar (Seobe) (Norstedt, 1994)
- Ljudmila Petrusjevskaja: Tiden är natt (Vremja notj) (Norstedt, 1999)
- Danilo Kiš: Tidiga sorger (Rani jadi) (Lind & Co, 2003)
- Leo Tolstoj: Hadji-Murat (Chadzji-Murat) (Lind & Co, 2006)
- Anna Achmatova: Dikter (Lind & Co, 2008)
- Fjodor Dostojevskij: En underjordisk dagbok (Zapiski iz podpolʹja) (Lind & Co, 2010)
- Leo Tolstoj: Krig och Fred (Vojná i mir) (Lind & Co, 2017)

## Priser
- 1988 – De Nios översättarpris
- 1995 – Stiftelsen Natur & Kulturs översättarpris